# Zitlala, Ahuacatlán
Zitlala är en ort i Mexiko.   Den ligger i kommunen Ahuacatlán och delstaten Puebla, i den sydöstra delen av landet, 150 km öster om huvudstaden Mexico City. Zitlala ligger 1 627 meter över havet och antalet invånare är 113.
Terrängen runt Zitlala är kuperad västerut, men österut är den bergig. Runt Zitlala är det ganska tätbefolkat, med 199 invånare per kvadratkilometer. Närmaste större samhälle är Zacatlán, 14,8 km sydväst om Zitlala. I omgivningarna runt Zitlala växer i huvudsak städsegrön lövskog.